# Leonard Myles-Mills
Leonard Myles-Mills (ur. 5 września 1973 w Akrze) – ghański lekkoatleta, sprinter.

## Osiągnięcia
- 1 medal mistrzostw Afryki w konkurencjach indywidualnych (bieg na 100 m) :
  - Dakar 1998 – brąz
- 2 medale igrzysk afrykańskich w konkurencjach indywidualnych (bieg na 100 m) :
  - Johannesburg 1999 – złoto
  - Abudża 2003 – brąz
- 3. miejsce podczas pucharu świata (sztafeta 4 x 100 m, Johannesburg 1998), drużyna Afryki ostatecznie zwyciężyła w tych zawodach

Myles-Mills dwukrotnie reprezentował Ghanę podczas igrzysk olimpijskich (Sydney 2000 i Ateny 2004). W obu startach w sztafecie 4 × 100 metrów odpadał w eliminacjach, a na 100 metrów dochodził do półfinału.
Jego starszy brat John Myles-Mills również był sprinterem, olimpijczykiem z 1988 i 1992.

## Rekordy życiowe
- bieg na 100 m – 9,98 (1999) rekord Ghany
- bieg na 50 m (hala) – 5,64 (2000)
- bieg na 60 m (hala) – 6,45 (1999) rekord Afryki, 6. wynik w historii światowej lekkoatletyki